# Mramor (Serbia)
Mramor (cyr. Мрамор) – wieś w Serbii, w okręgu niszawskim, w mieście Nisz. W 2011 roku liczyła 635 mieszkańców.